# Grabsleben
Grabsleben é uma vila e antigo município da Alemanha localizado no distrito de Gota, estado da Turíngia. Pertencia ao Verwaltungsgemeinschaft de Drei Gleichen. Desde 1 de janeiro de 2009 é parte do município de Drei Gleichen.

## Demografia
Evolução da população (em 31 de dezembro):
| - 1994 – 739 - 1995 – 741 - 1996 – 791 - 1997 – 909 | - 1998 – 980 - 1999 – 1036 - 2000 – 1036 - 2001 – 1028 | - 2002 – 1053 - 2003 – 1061 - 2004 – 1079 - 2005 – 1066 |

Fonte: Thüringer Landesamt für Statistik